# Otok Karantunić
Otok Karantunić este o arie protejată (sit de importanță comunitară — SCI) din Croația întinsă pe o suprafață de 16,69 ha, integral marine.

## Localizare
Centrul sitului Otok Karantunić este situat la coordonatele 44°00′29″N 15°14′28″E / 44.008°N 15.241°E.

## Înființare
Situl Otok Karantunić a fost declarat sit de importanță comunitară în iulie 2013 pentru a proteja un număr necunoscut de specii din flora spontană și fauna sălbatică aflate în arealul zonei.

## Biodiversitate
Situată în ecoregiunea marină mediteraneană, aria protejată conține 2 habitate naturale: Recifuri, Straturi cu Posidonia (Posidonion oceanicae).
La baza desemnării sitului se află un număr nedeclarat de specii protejate.